# گزگزاره علیا
گزگزاره علیا، روستایی از توابع بخش بلبان آباد شهرستان دهگلان در استان کردستان ایران است.

## جمعیت
این روستا در دهستان ایلان جنوبی قرار دارد و براساس سرشماری مرکز آمار ایران در سال ۱۳۸۵، جمعیت آن ۳۰۸ نفر (۷۶خانوار) بوده‌است و مردمان این روستا مهربان و مهمان نواز هستند.